# Борисовское сельское поселение (Рязанская область)
Борисовское сельское поселение — муниципальное образование (сельское поселение) в Александро-Невском районе Рязанской области.
Административный центр — деревня Борисовка.

## История
Борисовское сельское поселение образовано в 2006 г.
Законом Рязанской области от 11 мая 2017 года № 25-ОЗ, были преобразованы, путём их объединения, Ленинское и Борисовское сельские поселения — в Борисовское сельское поселение с административным центром в деревне Борисовка.

## Население
| 2010  | 2012  | 2013  | 2014  | 2015  | 2016  | 2017  | 2018  | 2019  |
| ----- | ----- | ----- | ----- | ----- | ----- | ----- | ----- | ----- |
| 1091  | ↘1077 | ↘1073 | ↗1084 | ↘1068 | ↘1064 | ↘1055 | ↗1715 | ↘1661 |
| 2020  | 2021  | 2023  |       |       |       |       |       |       |
| ↘1632 | ↘1500 | ↘1481 |       |       |       |       |       |       |

## Состав сельского поселения
| №  | Населённый пункт | Тип населённого пункта          | Население |
| -- | ---------------- | ------------------------------- | --------- |
| 1  | Аннинка          | деревня                         | ↘18       |
| 2  | Аннино           | посёлок                         | ↘13       |
| 3  | Батурки          | деревня                         | →0        |
| 4  | Борисовка        | деревня, административный центр | ↘363      |
| 5  | Дикое Поле       | деревня                         | ↘0        |
| 6  | Добрая Надежда   | деревня                         | ↘56       |
| 7  | Зимарово         | село                            | ↘299      |
| 8  | Катино           | деревня                         | ↘6        |
| 9  | Колобово         | деревня                         | ↘23       |
| 10 | Константиновка   | деревня                         | ↘15       |
| 11 | Курган           | посёлок                         | ↘0        |
| 12 | Ленино           | село                            | ↘496      |
| 13 | Нива             | посёлок                         | →0        |
| 14 | Ознобищево       | деревня                         | ↘4        |
| 15 | Ряссы            | деревня                         | ↘0        |
| 16 | Сатиновка        | деревня                         | ↘33       |
| 17 | Свистовка        | деревня                         | ↘0        |
| 18 | Урусово          | деревня                         | →0        |
| 19 | Федцовка         | деревня                         | ↗96       |
| 20 | Чернышевка       | деревня                         | ↘78       |
| 21 | Ясная Поляна     | деревня                         | ↘0        |